# سيزارو
سيزارو (بالإيطالية: Cesarò)‏ هي بلدية في مقاطعة ميسينا في صقلية الإيطالية.

## السكان
في سنة 1861 بلغ عدد السكان 3٬513 نسمة، وتطور العدد ليصل في سنة 2011 لـ 2٬572 نسمة.
يظهر هذا المخطط البياني تطور النمو السكاني لـ سيزارو